# Partij voor Democratische Actie

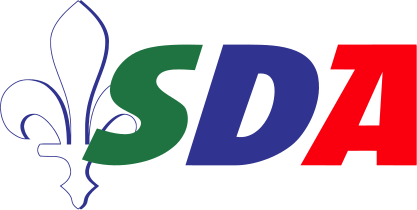

Stranka Demokratske Akcije (SDA), oftewel de Partij voor Democratische Actie, is een politieke partij opgericht op 26 mei 1990 in Sarajevo door de Bosnische activist Alija Izetbegović. Begin jaren 90 stond de partij voor een niet-verdeeld, onafhankelijk en soeverein Bosnië en Herzegovina, waardoor zij verreweg de meeste stemmen trok van de Bosniakken in Bosnië en Herzegovina.
De partij vaart een centrumrechtse koers en is lid van de Europese Volkspartij (EVP), een politieke partij die probeert om alle conservatieve, centrumrechtse partijen in het Europees Parlement te vertegenwoordigen. De SDA neigt naar het centrum op te schuiven en heeft als kerndoel economisch herstel om Bosnië en Herzegovina lid te laten worden van de Europese Unie.
De huidige voorzitter van de partij is Bakir Izetbegović en zijn plaatsvervanger is Adil Osmanović.